# 僕の小規模な生活
『僕の小規模な生活』（ぼくのしょうきぼなせいかつ）は、福満しげゆきによる日本の漫画作品。
『モーニング』（講談社）にて、2006年44号から連載開始。2007年7月からは、数ヶ月続けて毎週連載しては数ヶ月間休載する形態で連載されたが、2012年9月から同誌で『就職難!! ゾンビ取りガール』の連載が始まると同時に長期休載し、『ゾンビ取りガール』が長期休載した後も連載は再開されていない。
時期的には青林工藝舎から単行本が刊行されている『僕の小規模な失敗』終了時から始まる、続編的作品。作者自身の漫画家生活を題材にした作品で、講談社や双葉社の漫画編集者とのやりとりや駆け引き、すぐにネガティブで疑心暗鬼になる作者の自意識、妻の出産、学生時代の同級生との思い出などが描かれる。
その後「僕の〜」シリーズの新作として『僕の最後の失敗』が『月刊ビッグガンガン』（スクウェア・エニックス）にて、2024年Vol.12より2025年Vol.04まで連載された。

## 登場人物
「僕」
かけだしの漫画家（福満自身）。第1話時点で25歳。マイナー誌から数冊単行本を出す。頼まれて短い原稿を書く日々。コネを持つ芸能人・スポーツ選手を異常なまでの執着心をもって敵対視する。新しいもの好き（携帯の新機種等）。「女性を性の対象としかみていない」（本人談）。年上の編集者にはこびへつらい、年下の編集者には強気。亭主関白。出版社のパーティーに参加するも、会場の隅っこでひとり寿司をほおばるほどに社交性がないが、酒を飲むと強気になり、失言を繰り返してはその後数日間凹み続ける。実際の編集者との交渉時などにおいては自分の意見を曲げずに通すこともある。無趣味人間（唯一趣味と呼ぶのに近いものが、エヴァンゲリオンのキャラクターフィギュア収集だが、そこまでの熱意はもっていない）。「ほのぼのエッセイ漫画家」であることが不本意であり、ストーリー漫画家としての大成を望んでいる。「寄生獣」のまんまパクリ漫画を描きたい構想（妄想）があるらしい。複数の有名漫画家と家族ぐるみ（といっても妻と2人）での交流がある。カップルに嫌悪感を持つ。連載開始当初から比べて、体とカオのサイズが横に倍ほども膨れ上がって描かれるようになった。妻が大好きだが、よく妻に対してもイラつきを見せる。どうしようもない怒りは腕を噛みながら心の中で発散する。
「妻」
作品の前半部分では、ふがいない「僕」の代わりに家計を支えていた、5歳年下の若妻。第1話時点で20歳。元・金髪。九州女で明るく大らかな性格。自立が非常に早かったため、家事でもなんでも手際よくこなす。気が強く夫婦喧嘩では一歩も退かないが、激昂するあまり大泣きしてしまうこともある。さらに極度まで激昂して暴れた時には寝た態勢から浮上すると言う芸当を演じている。おちこぼれで元不良、なので車が好き。いつも何か食べている。布団をかけるとすぐ寝る。主人公のセミ・アシスタントとしてベタ塗り、スクリーントーン貼りを担当。3巻(2009年、70話前後)で遂に妊娠、8月に出産した。「僕」と同じく連載開始当初に比べるとふっくら（妻にもその点は指摘されている）と描かれている。
「息子」
3巻にて出産された。モーニング2012年29号の近況漫画では、3歳。
「息子」2
モーニング2012年29号の近況漫画にて出産されていた。0歳。
モーニング編集者
本作の担当編集。主に「初代担当」「初代担当の上司」「年上の担当」「女性担当」の4人が登場し、彼（彼女）らと「僕」のやりとりも本作の大部分を占める。
「K澤さん」
『うちの妻ってどうでしょう?』の編集担当。漫画のかかれ方にたびたび「僕」と衝突している。

### 回想編
5巻104話から6巻118話まで描かれる。
同級生の女の子
中学時代、屈託なく強気だった「僕」が「観月ありさに似てるね」と話しかけた。当初は「ガンキャノン」程度にしか思ってなかったが、ゲームセンターや彼女の家に遊びに行くうちに「カワイイ」と思うようになり、惹かれる。しかし、次第に疎遠になり、「僕」が女性に対して劣等感を抱くことになる原因の一つとなった。
F田
中学時代の「僕」の憧れの女の子。「皇室」的な何かとして「崇拝」していた。

## 書誌情報
- 福満しげゆき『僕の小規模な生活』 講談社〈モーニングKCDX〉、既刊6巻
  1. 2007年12月21日第1刷発行（同日発売[7]）、ISBN 978-4-06-375417-9
  2. 2008年10月23日第1刷発行（同日発売[7]）、ISBN 978-4-06-375607-4
  3. 2009年11月20日第1刷発行（同日発売[7]）、ISBN 978-4-06-375833-7
巻末に『週刊少年マガジン』掲載「東村山あたりの夕日」を併録
  4. 2010年12月22日第1刷発行（同日発売[7]）、ISBN 978-4-06-376004-0
  5. 2011年11月22日第1刷発行（同日発売[7]）、ISBN 978-4-06-376149-8
  6. 2012年2月23日第1刷発行（同日発売[7]）、ISBN 978-4-06-376185-6
巻中に『モーニング』掲載「日本のアルバイト」を併録[注釈 3]
- 福満しげゆき『僕の最後の失敗』 スクウェア・エニックス〈ビッグガンガンコミックス〉、2025年4月18日初版発行（同日発売[8]）、ISBN 978-4-7575-9804-1